# Montenoison
Montenoison település Franciaországban, Nièvre megyében. Lakosainak száma 124 fő (2022. január 1.). Montenoison Arthel, Oulon, Champallement, Champlin, Giry és Moussy községekkel határos.

## Népesség
A település népességének változása:
| Lakosok száma | 122  | 123  | 121  | 120  | 120  | 120  | 120  | 124  |
|               | 2013 | 2015 | 2017 | 2018 | 2019 | 2020 | 2021 | 2022 |